# Мелиоранский, Платон Михайлович
Плато́н Миха́йлович Мелиора́нский (18 (30) ноября 1868, Санкт-Петербург — 16 (29) мая 1906, Санкт-Петербург) — российский востоковед-тюрколог. Брат Б. М. Мелиоранского и В. М. Мелиоранского.

## Биография
Родился 18 (30) ноября 1868 года в Санкт-Петербурге. Среднее образование получил в школе при лютеранской школе Св. Екатерины.
В 1891 году окончил факультет восточных языков (арабско-персидско-турецко-татарский разряд) Петербургского университета. Дополнительно изучал тюркские языки под руководством В. В. Радлова. Был оставлен при университете и в 1894 году в качестве приват-доцента начал читать лекции на факультете восточных языков университета. В 1899 году получил степень магистра за диссертацию «Памятник в честь Кюль Тегина», темой для которой дало ему открытие в 1893 году датчанином В. Томсеном ключа к орхонско-енисейским надписям. В 1901 году получил степень доктора и тогда же был назначен экстраординарным профессором. В 1902 году был назначен секретарём восточного факультета, в декабре 1905 года стал ординарным профессором.
Ещё во время обучения в университете, в 1890 году, ездил в Оренбургскую губернию для изучения киргизского наречия. Собрав солидный материал по фольклору издал свой первый печатный труд: «Киргизские пословицы и загадки» (Записки восточного отделения Императорского русского археологического общества. — Т. VII. — 1893)). В 1893 году был командирован университетом для исследования некоторых рукописей в европейских библиотеках (особенно в Лондоне и Оксфорде) — результатом стала статья «Сказание о пророке Салихе» (в юбилейном сборнике профессора барона В. Р. Розена, 1897) и докторская диссертация «Араб-филолог о турецком языке» (1900) и её продолжение: «Араб-филолог о монгольском языке» (Записки восточного отделения Императорского русского археологического общества. Т. XV).
Исследовал историю тюркских языков, памятники древнетюркской письменности («Об Орхонских и Енисейских надгробных памятниках с надписями», 1898; «Памятник в честь Кюль-Тегина», 1899; «О Кудатку Билике Чингиз хана», 1901 и др.), тюркизмы в русском языке. 
Как отмечал А.Н. Кононов, исследуя ориентализмы в русском словаре, Мелиоранский стал первым из российских историков, кто занялся изучением тюркизмов в языке «Слова о полку Игореве» и опубликовал в 1902 году статью, посвящённую этой теме (Турецкие элементы в языке «Слова о полку Игореве») .